# Christian Carl André
Christian Carl André (1763-1831) foi um importante cientista natural, editor, economista e educador europeu do século XIX. Ele foi um dos pioneiros no estudo da hereditariedade, cuja visão pavimentou o caminho para a pesquisa de Gregor Mendel, o fundador da genética moderna.